# Kiyokewin
 (avril 2024).
 (avril 2024).
La kiyokewin est un principe éthique. 
Il guide les manières de se rendre visite dans les cultures cries et michif. Il est notamment utilisé par plusieurs chercheuses dans le cadre de leurs protocoles de recherche.